# Brejo de Areia
Brejo de Areia là một đô thị thuộc bang Maranhão, Brasil. Đô thị này có diện tích 482,892 km², dân số năm 2007 là 5819 người, mật độ 12,05 người/km².